# Andrea Mitchell
Andrea Mitchell (ur. 30 października 1946 w New Rochelle) – amerykańska dziennikarka,  prezenterka telewizyjna i komentatorka polityczna, związana ze stacją telewizyjną NBC News.

## Życiorys
Wychowała się w żydowskiej rodzinie w New Rochelle w stanie Nowy Jork; córka Cecile i Sydney Mitchell (z domu Rubenstein). Jej ojciec był dyrektorem generalnym i jednocześnie współwłaścicielem przedsiębiorstwa produkującego meble z siedzibą na Manhattanie. Przez 40 lat pełnił również funkcję prezydenta w Synagodze Beth El w New Rochelle. Jej matka piastowała stanowisko kierownicze w New York Institute of Technology – prywatnym uniwersytecie badawczym na Manhattanie. Jej brat Artur z żoną, Nancy Mitchell, przeprowadzili się do Kolumbii Brytyjskiej w Kanadzie; ma podwójne – amerykańskie i kanadyjskie – obywatelstwo. W pierwszej dekadzie XXI wieku był członkiem Zgromadzenia Legislacyjnego Jukonu oraz liderem Partii Liberalnej Jukonu.

## Wypowiedź dotycząca powstania w getcie warszawskim
Dużym echem odbiła się wypowiedź Andrei Mitchell, dotycząca powstania w getcie warszawskim.  Relacjonując w połowie lutego 2019 r. konferencję bliskowschodnią z Warszawy, Andrea Mitchell powiedziała na wizji, że żydowscy powstańcy w getcie warszawskim walczyli przeciwko „polskiemu i nazistowskiemu reżimowi”; nie wymieniła przy tym Niemców, którzy stworzyli getto i wymordowali jego mieszkańców.
Wypowiedź tę (jako jedna z pierwszych) skomentowała amerykańska Tea Party, która określiła ją jako niedorzeczną i oburzającą. „W czasie II wojny światowej nie było żadnego polskiego rządu kolaborującego z nazistami. Polacy byli ofiarami nazistów, a później byli ofiarą Stalina. Polska Armia Krajowa zapewniała (nawet) pewne wsparcie Żydom walczącym z Niemcami.” – takie słowa można przeczytać na oficjalnej stronie tego dużego amerykańskiego ruchu konserwatywnego. Dużo bardziej dyplomatyczna była wypowiedź Ambasada Rzeczypospolitej Polskiej w Waszyngtonie, opublikowana za pośrednictwem Twittera: „Dziękujemy @mitchellreports i @MSNBC za relację z Warszawy. Jednak powstanie w getcie warszawskim w 1943 r. było bohaterskim aktem wymierzonym przeciwko niemieckim nazistom, którzy utworzyli getto i przeprowadzili Holokaust. Podczas II wojny światowej Polska została zaatakowana i okupowana przez niemiecki reżim nazistowski. #SłowaMająZnaczenie”. W kontekście wypowiedzi interweniował prezes Instytutu Pamięci Narodowej, który zażądał zamieszczenia przez stację MSNBC sprostowania oraz niezwłocznego usunięcia przekazu z przestrzeni publicznej – w imię historycznej prawdy i rzetelności dziennikarskiej.